# Pagnon borain
Le pagnon borain ou pagnon du Borinage est un type de tarte au sucre originaire du Borinage.

## Caractéristiques
Il s'agit d'une préparation à base de pâte briochée à la cassonade. Elle est plus épaisse et moins sucrée que les tartes au sucre.

## Historique
Le pagnon trouve son origine à la fin du XIXe siècle. Il était préparé pour la journée de travail des mineurs par leurs femmes à partir de restes de pâte à pain, auxquels elles ajoutaient de la cassonade. Il fait encore partie du patrimoine minier de la région au début du XXIe siècle.
Un projet de demande d'enregistrement de la dénomination "Pagnon borain" en tant qu'indication géographique protégée est à l'étude,.